# Suore ospedaliere e insegnanti di Maria Immacolata
Le Suore Ospedaliere e Insegnanti di Maria Immacolata (in francese Sœurs Hospitalières et Enseignantes de Marie Immaculée; sigla M.I.) sono un istituto religioso femminile di diritto pontificio.

## Storia
Le origini della congregazione risalgono alla comunità di dame ospedaliere che prestavano servizio nell'ospedale generale di Bourges, fondato nel 1657. Nel 1663 le dame ospedalire ricevettero degli statuti redatti dal cappellano dell'ospedale, Olivier Couvrant: le dame portavano un abito religioso pur non emettendo voti.
Disperse durante la Rivoluzione, le dame poterono rientrare nell'ospedale nel 1802 e, con decreto dell'8 novembre 1810, Napoleone approvò i loro statuti e conferì loro i diritti delle congregazioni autorizzate.
Nel 1825 fu eletta superiora delle ospedaliere di Bourges Louise Dhéré, sotto il cui governo la comunità mutò fisionomia e fu approvata, nel 1826, come congregazione religiosa. Napoleone III, con decreto del 18 maggio 1867, autorizzò la congregazione come ospedaliera e insegnante.
La congregazione ricevette il pontificio decreto di lode nel 1850 e l'approvazione definitiva della Santa Sede il 18 dicembre 1934.

## Attività e diffusione
Le suore si dedicano all'attività ospedaliera, all'insegnamento, alle opere sociali e parrocchiali.
La sede generalizia è a Bourges.
Alla fine del 2015 l'istituto contava 7 religiose in 2 case.